# Robert Owen’s House

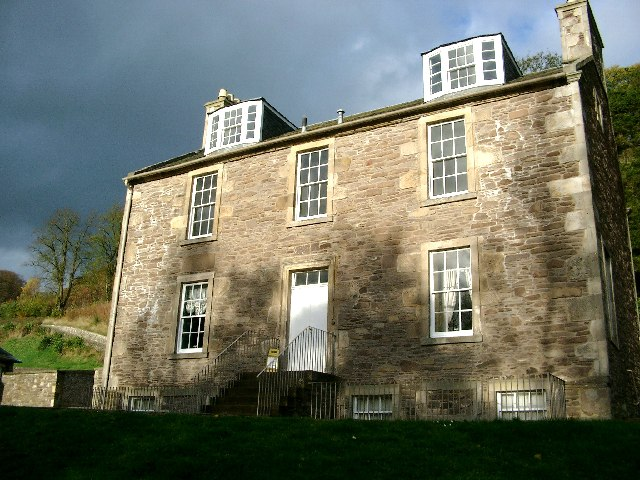
Robert Owen’s House

Robert Owen’s House ist ein Wohngebäude in der schottischen Industriesiedlung New Lanark in der Council Area South Lanarkshire. 1971 wurde das Bauwerk in die schottischen Denkmallisten in der höchsten Denkmalkategorie A aufgenommen. Außerdem ist es Teil des Weltkulturerbes New Lanark.

## Geschichte
Das Gebäude entstand um 1790. Mit Robert Owen’s House und David Dale’s House existieren in New Lanark zwei Wohnhäuser, die von den Werksinhabern David Dale und seinem Halbbruder James sowie dem Betriebsleiter William Kelly bewohnt wurden. Später lebte Robert Owen in einem der Gebäude. Während die beiden Gebäude bekannt sind, ist jedoch nicht überliefert, welches der beiden Häuser Dale und Owen bewohnten. Owen lebte von 1798 bis 1808 in New Lanark vor seinem Umzug in das nahegelegene Braxfield House. Vor 1903 wurde Robert Owen’s House in zwei Einheiten unterteilt und hatte eine Funktion, die einem Rathaus nahekommt. 1978 wurde das Gebäude restauriert und eine Ausstellung über Robert Owen installiert.

## Beschreibung
Robert Owen’s House liegt an einer prominenten Position an der Einmündung der Rosedale Street in die Hauptzufahrtsstraße New Lanarks. Sein Mauerwerk besteht aus grob behauenem Bruchstein mit Natursteindetails aus Sandstein. Die südwestexponierte Frontseite des zweistöckigen, länglichen Gebäudes ist drei Achsen weit. Die zweiflüglige Eingangstür ist über eine kurze Vortreppe zugänglich. Sie schließt mit einem länglichen Kämpferfenster. Entlang der Fassaden sind im Wesentlichen zwölfteilige Sprossenfenster eingelassen. Das abschließende Satteldach ist mit grauem Schiefer eingedeckt. Es treten Schleppdachgauben heraus.